# Plou (Teruel)
Plou ist eine spanische Gemeinde in der Provinz Teruel, die zur Autonomen Region Aragonien gehört. Sie ist Teil der Comarca (Kreis) Cuencas Mineras. Plou hatte 2024 46 Einwohner. 

## Lage
Plou liegt circa 71 Kilometer nordnordöstlich der Provinzhauptstadt Teruel in einer Höhe von ca. 905 m. 

## Bevölkerungsentwicklung
| Jahr      | 1970 | 1981 | 1991 | 2001 | 2011 | 2021 |
| Einwohner | 122  | 67   | 55   | 53   | 46   | 49   |

## Sehenswürdigkeiten

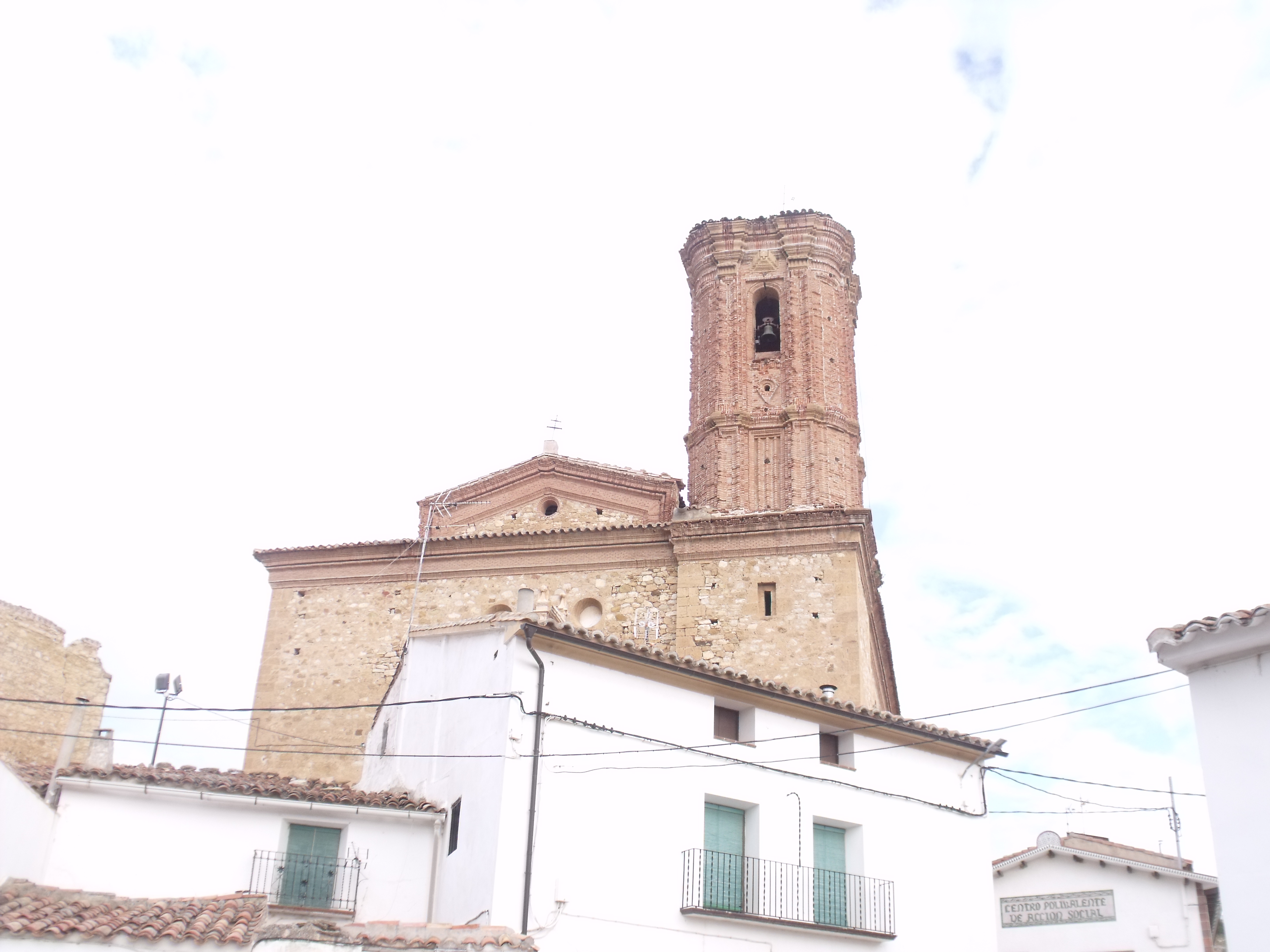
Kreuzkirche
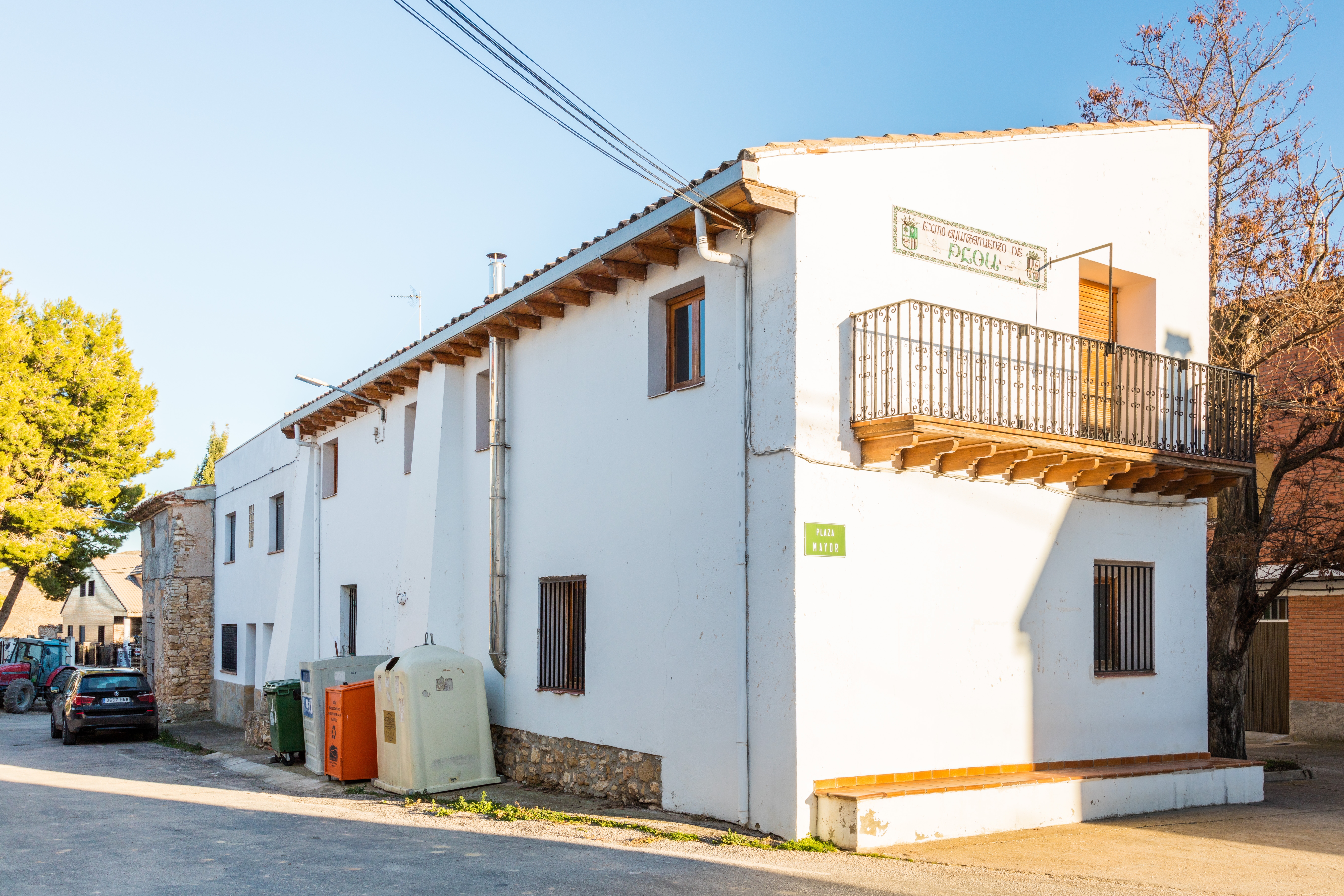
Rathaus

- Kreuzkirche
- Rathaus